# Talisia simaboides
Talisia simaboides är en kinesträdsväxtart som beskrevs av Kramer. Talisia simaboides ingår i släktet Talisia och familjen kinesträdsväxter. Inga underarter finns listade i Catalogue of Life.